# Андроник, Давид Валерьевич
Давид Андроник (9 июля 1995, Кишинёв, Молдавия) — молдавский футболист, полузащитник.

## Карьера
Находился в системе подготовки футболистов московского «Динамо» и кишинёвской «Дачи» (ДЮСШ «Буюкань»). Первая взрослая команда — «Дачия-2». Два сезона провёл в клубе высшего молдавского дивизиона «Сперанца» Ниспорены, после чего заключил контракт с литовским «Атлантасом» Клайпеда, за который выступал в А-Лиге. С 2018 года играл за клуб греческой Суперлиги «Ламия» и команду Греческой футбольной лиги «Трикала».
1 ноября 2015 в матче «Милсами» — «Сперанца» Ниспорены впервые в истории чемпионата Молдавии сын сыграл против отца — Давид Андроник против Валерия Андроника.
Давид является частью футбольной династии Андроник. Его отец, Валерий Андроник, в прошлом профессиональный футболист, ныне тренер, дед, Михаил, тренер ДЮСШ клуба «Буюкань», брат деда, Михаил, играл на первенство республики, двоюродные братья Валерия Андроника — Игорь, Олег и Георге, также профессиональные футболисты.